# Paul Zeiller (Bildhauer)
Paul Zeiller (* 22. Oktober 1880 in München, Königreich Bayern; † 26. Juli 1915 in Bad Ems) war ein deutscher Bildhauer.

## Leben und Wirken
Seine Eltern waren der Bildhauer Paul Zeiller jun. und Therese geb. Ahsen. Er wuchs in Grünwald auf, wo die Familie Zeiller zu einigem Besitz gelangt war. Vor seiner Geburt im Jahr 1879 ersteigerte sein Großvater Paul Zeiller sen. die Burg Grünwald.
Nach dem Besuch des Humanistischen Gymnasiums, studierte er ab 1899 Bildhauerei an der Königlichen Akademie der Bildenden Künste in München. Dort war er u. a. Schüler von Wilhelm von Rümann. Nach zwischenzeitlicher Ableistung des einjährig-freiwilligen Militärdienstes in der Bayerischen Armee ab Oktober 1901 übersiedelte er 1904 nach Berlin.  Er hatte sich der Tierbildhauerei verschrieben, fand aber in München dafür zu wenig Anschauungsmaterial. In Berlin besuchte er 1904 als Abendschüler in der Unterrichtsanstalt des königlichen Kunstgewerbemuseums einen Kurs im Aktzeichnen bei Prof. Ernst Henseler. Im Zoologischen Garten Berlin wurde ihm ein eigenes Atelier eingeräumt. 
Er trat im August 1914 als Feldwebel der Reserve in den Ersten Weltkrieg ein und wurde am 25. Juni 1915 an der Westfront schwer verwundet. Er verstarb einen Monat später im Feldlazarett Fürstenhof in Bad Ems. 
Bekannt ist Paul Zeiller vor allem durch die Erschaffung von Tierplastiken. Seine Entwürfe wurden erfolgreich von einigen Porzellanfabriken, wie der Staatlichen Porzellan-Manufaktur Meissen, Metzler & Ortloff aus Ilmenau, Gebrüder Heubach (Lichte) u. a. umgesetzt und sind bis in die Gegenwart bei Sammlern begehrt. Er schuf zudem getönte Marmortiere, die von der Firma Gladenbeck in Berlin gefertigt wurden.
Er war Mitglied in der Münchener Künstlergenossenschaft (M.K.G.).

## Werk (Auswahl)
- 1905: Löwin mit Jungen (Bronze)

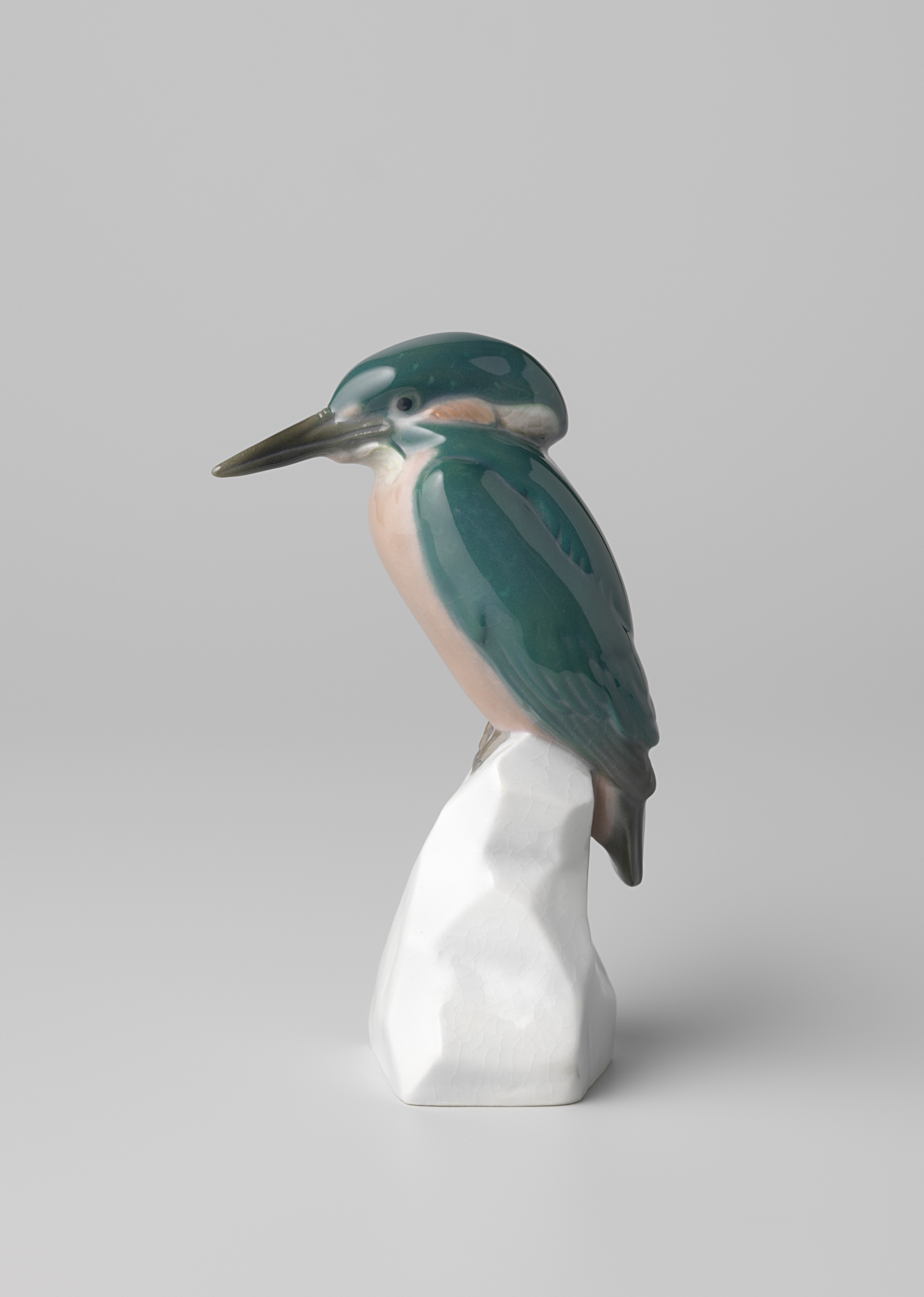
Porzellanfigur Eisvogel, Rijksmuseum Amsterdam

- 1906: Löwin mit Jungen spielend (Bronze)
- 1909: Steinadler (Marmor) – wurde für die Lotterie auf der Großen Berliner Kunstausstellung 1909 angekauft, aber entwendet[8]
- 1910: Adler (Marmor)
- 1910: Marder (Bunter Marmor)
- 1910: Eisvogel (Porzellanfabrik Gebrüder Heubach (Lichte))
- 1910: Eichhörnchen (Porzellanfabrik Gebrüder Heubach (Lichte))
- 1911: Wiesel (Porzellanfabrik Metzler & Ortloff)
- 1911: Haubentaucher (Staatliche Porzellan-Manufaktur Meissen)
- 1918: seine letzte Arbeit fertiggestellt vom befreundeten Ludwig Vordermayer, wurde vom preußischen Staat angekauft[9]

## Ausstellungen (Auswahl)
- München 1905 IX. Internationale Kunstausstellung im königlichen Glaspalast
- Münchener Jahresausstellung 1906 im königlichen Glaspalast
- Große Berliner Kunstausstellung 1909
- München 1909 X. Internationale Kunstausstellung im königlichen Glaspalast
- Große Berliner Kunstausstellung 1910 (als Aussteller und mit Porzellanen nach seinen Entwürfen)
- Münchener Jahresausstellung 1910 im königlichen Glaspalast
- Erste Internationale Jagd-Ausstellung Wien 1910
- Weltausstellung Brüssel 1910[10] (Porzellane der Gebrüder Heubach (Lichte) nach seinen Entwürfen, ausgezeichnet mit der Goldenen Medaille)
- Große Berliner Kunstausstellung 1911 (mit Porzellanen nach seinen Entwürfen für die Porzellanfabriken Metzler & Ortloff sowie Gebrüder Heubach (Lichte))